# 卡斯特尔韦泰雷-因瓦尔福托雷
卡斯特尔韦泰雷-因瓦尔福托雷（義大利語：Castelvetere in Val Fortore），是意大利贝内文托省的一个市镇。总面积34.48平方公里，人口1478人，人口密度42.9人/平方公里（2009年）。ISTAT代码为062020。